# Watson (Fahrzeugmarke)

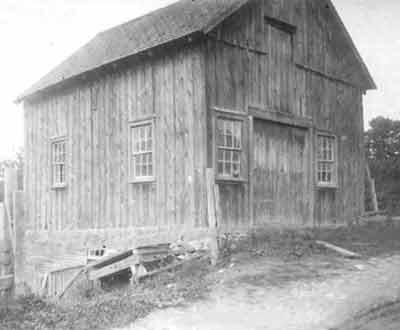
Werkstätte der Watson Wagon Company Shop in Stratford, 1886

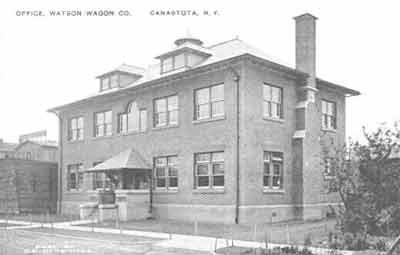
Bürogebäude der Watson Wagon Company in Canastota, 1910

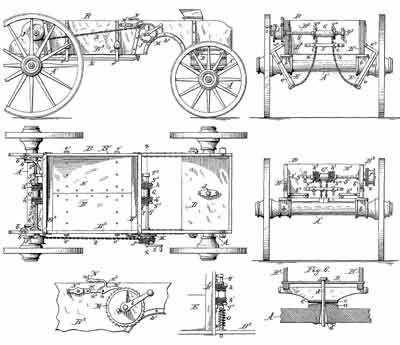
Zeichnung des erfolgreichen Kipper-Fuhrwerks, 1888

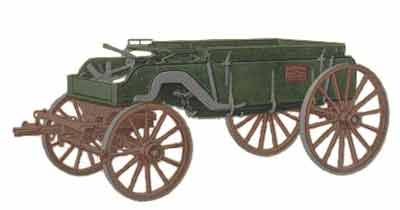
Ein Watson-Kipper von 1910. Solche Fuhrwerke wurden noch 1919 angeboten.

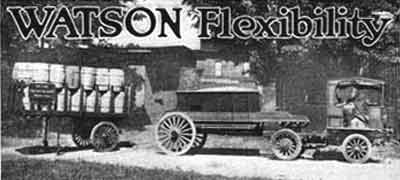
Watson Tractortruck (1917)

Watson war eine US-amerikanische Fahrzeugmarke. Sie existierte von 1886 bis mindestens 1925 und im Zeitraum ab 1917 auch für motorisierte Nutzfahrzeuge.

## Markengeschichte

### Watson Wagon Company
Das Unternehmen war bereits 1886 als Watson Wagon Company in Stratford im US-Bundesstaat New York von David S. Watson gegründet worden. Grundlage war dessen 1882 patentierte Erfindung eines Kippmechanismus für Transportfuhrwerke. Kapitalgeber war der Unternehmer David H. Burrell, der, selber ein erfolgreicher Hersteller von Landmaschinen und -geräten, den jungen Erfinder förderte.
Eine erfolgreiche Entwicklung des Unternehmens machte den Umzug an einen besser erschlossenen Standort erforderlich. 1893 wurden die Räumlichkeiten mit Anschluss an den Erie-Kanal in einer ehemaligen Besenstielfabrik in Canastota bezogen. Watson war als Geschäftsführer und Verkäufer tätig, das Unternehmen beschäftigte zwölf Angestellte. Im ersten Jahr in Canastota wurden 60 Watson-Kipper hergestellt, 1894 bereits 120.
Die vollen Auftragsbücher führten 1898 zu einer Neufinanzierung. Burrell schied aus dem Unternehmen aus. Neuer Hauptinvestor war der auf Ventures spezialisierte Anwalt Levi S. Chapman, in die Geschäftsleitung wurde zusätzlich Albert A. Keesler aufgenommen. Das Kapital betrug 40.000 US-Dollar, wovon Watson 15.000 hielt. Abnehmer waren Kommunen, welche die Fahrzeuge zur Müllabfuhr und zum Straßenunterhalt einsetzten. Die Preise betrugen zwischen 104 und 275 Dollar. Mit dem Erfolg der Good Roads-Bewegung stieg die Nachfrage bei Straßenbauunternehmen. 1902 kam es zu einer Explosion im Kesselhaus des Werks, das zwei Menschenleben kostete.
1905 wurden für 11.000 Dollar die Anlagen der im Westen und Süden an das Unternehmen angrenzenden, ehemaligen Canastota Window Glass Company übernommen. Noch im gleichen Jahr wurde der Bau eines neuen Lagerhauses begonnen. 1906 folgte eine Schmiede. 1910 betrug die Produktionsfläche 5 Acres.
Watsons Sohn Fred, der ihm später nachfolgen sollte, verstarb 1904 völlig unerwartet. 1908 zog sich Watson aus dem Unternehmen zurück. David Watson entwickelte und patentierte in den nächsten Jahren Vorrichtungen und Gerätschaften zur Verbesserung der Sicherheit von dampfbetriebenen Anlagen. Die bisherigen Investoren übernahmen seinen Anteil. Keesler wurde neuer Geschäftsführer, die Miteigentümer Charles M. Crouse und Levi Chapman Vizepräsident resp. Sekretär und Finanzchef.
Im Januar 1915 erhielt Watson eine Bestellung der französischen Regierung im Umfang von 400.000 Dollar über Militärfuhrwerke. Es folgte eine weitere über den Watson-Kipper, eine dritte über passende Aushub-Anhänger und im September 1917 eine vierte im Umfang von 500.000 Dollar. Letztere umfasste drei Typen von Transportwagen zum Bau von mobilen Brücken: Ponton-, Brückenboden- und Materialwagen. Eine letzte Bestellung über Protzen im Umfang von weiteren 500.000 Dollar war bei Kriegsende in Arbeit.
Versuche mit Motorfahrzeugen begannen bei Watson bereits um 1914. Ein Kipper mit Vorderradantrieb wurde entwickelt, der sich in Verbindung mit einem langen Radstand allerdings als unhandlich erwies. Das Fahrzeug hatte Stahlräder an der Hinterachse. Entsprechende Anzeigen von 1915 legen nahe, dass eine Vermarktung in kleinerem Ausmaß erfolgte.
Die Rüstungsaufträge entlasteten die hauseigenen Ingenieure, die 1916 einen Sattelschlepper für Nutzlasten bis 5 Tonnen entwarfen. Der Frontlenker mit flachem Kühler und „sichelformiger“ Kabine (gemeint ist deren Profilansicht, die an ein nach vorn offenes „C“ erinnert) wurde ab Mitte 1917 als Watson Tractortruck verkauft. Das Fahrzeug wurde in Abstimmung mit dem hauseigenen Kipper-Anhänger entwickelt. Somit gilt 1917 als Beginn der Produktion von motorisierten Nutzfahrzeugen.

### Watson Products Corporation
1919 wurde das Unternehmen als Watson Products Corporation neu organisiert. Das Aktienkapital wurde um 350.000 Dollar auf 1 Million aufgestockt, wovon 750.000 als Vorzugsaktien ausgegeben wurden. Der Tractortruck wurde in kleiner Stückzahl weitergebaut. Zu diesem Zeitpunkt war die Zugmaschine alleine erhältlich, es gab aber auch einen kompletten Sattelzug mit Anhänger und mit dem Watson Bottom Dumper.
1920 erschienen zusätzlich konventionelle Watson-Lkw mit 1 Tonne und 3½ Tonnen Nutzlast.

### Watson Truck Corporation
1923 wurde das Unternehmen neu organisiert. Watson Products blieb als Holdinggesellschaft bestehen. Die Lkw-Herstellung wurde ausgelagert in die neue Tochtergesellschaft Watson Truck Corporation. Weitere Tochtergesellschaften waren die Watson Wagon Company, Marvin & Casler Company, Sherwood Brothers Mfg. Company und ab 1921 die Empire Axle Company. Es scheint, dass erstere Geräte für die Landwirtschaft produzierten.
1925 endete die Produktion von Motorfahrzeugen.